# Mellanstil
Mellanstil (latin: genus medium) är en av de tre stilarterna inom retoriken, mellanstilens utmärkande kännetecken är metaforer och att den är vanligt att använda inom festtal och komedier. Det vanligaste syftet med mellanstilen är att väcka känslor och välbehag hos sin publik. 

## Beskrivning

### Delarna inom stilarten

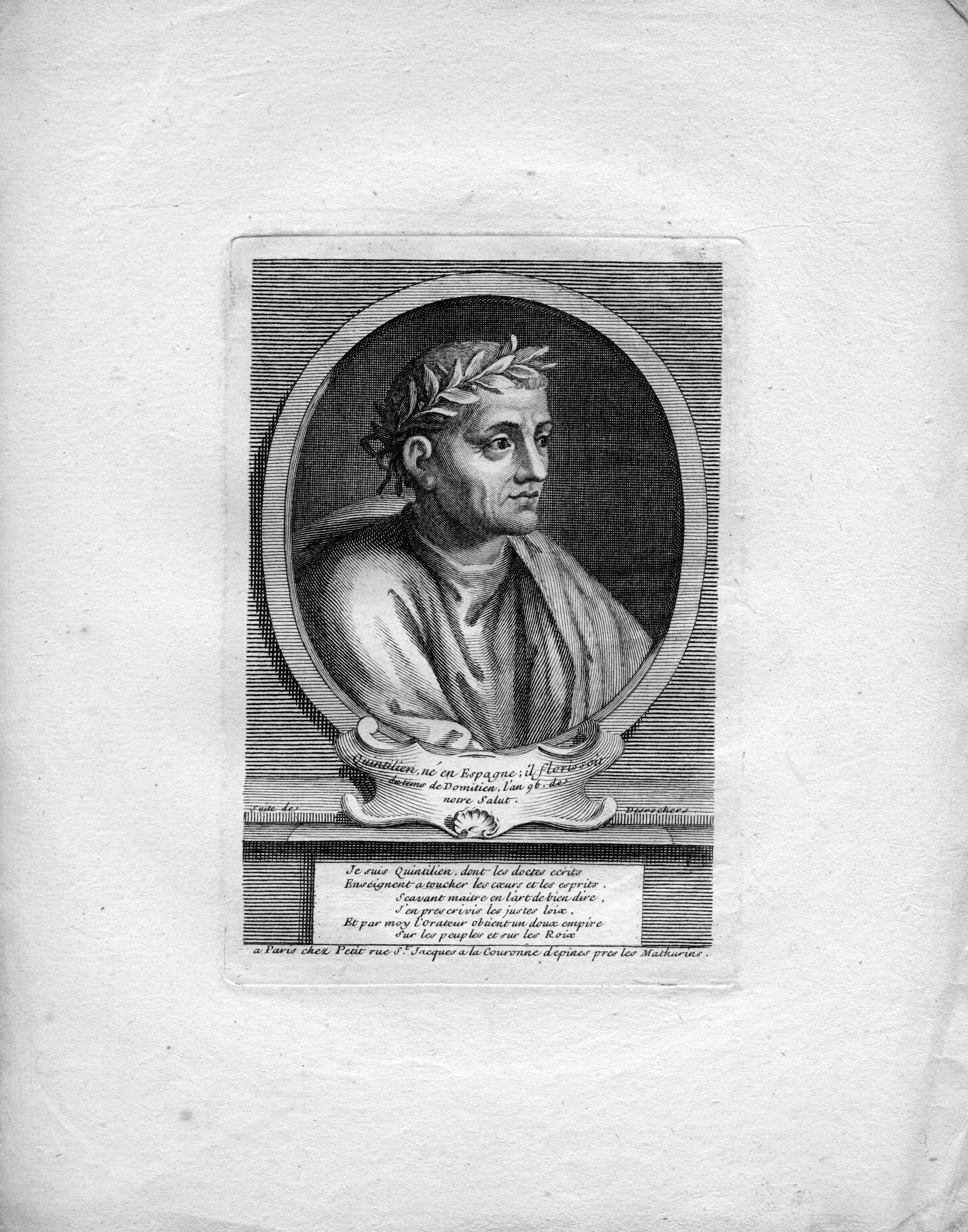
Marcus Fabius Quintilianus som skriver om genus medium i sina böcker Institutio oratoria.

Det finns två olika sätt att definiera mellanstilen. En del av de antika läroboksförfattarna menar att den är en blandning mellan högstil (latin: genus sublime) och lågstil (latin: genus humile). En del menar att mellanstil går att beskrivas som en kvalitativt egen stil.  Quintilianus säger att mellanstilen ofta utmärks av metaforer och välljudande figurer, men att den inte når den höga stilens bombastiska språk och sällan använder sig av apostrofer och liknande figurer. Mellanstilen kopplas till delectare som är en av talarens tre plikter och är konsten att hela tiden ha en bra kontakt med publiken.

### Användningsområden
De typiska ämnen och texttyper som mellanstilen kopplas till är festtal, moderna reklamslogans, kärlekspoesi och komedier . Denna stilen är som mest lämplig för talets inledning som i den klassiska retoriken kallas för exordium eftersom den visar upp talarens balanserade karaktär.

### Exempel
Mellanstilen når inte upp till högstilens smyckade språk och gör sig därför inte passande till kungahyllningar eller begravningsdikter. Inte heller är den låg nog för att vara lika klar och tydlig som lågstilen är. Men detta gör att mellanstilen kan ta från både den höga och låga stilen och blir därför passande till en mängd olika texter. Mellanstilen är lämpad för bland annat poesi och komedi, och framförallt inom den epideiktiska retoriken är mellanstilen mycket väl lämpad.
När man skriver i mellanstilen behöver man passa sig för att inte råka hamna i det som kallas en stil utan styrsel (latin: genus fluctuans). Detta är när man misslyckas att placera sig mellan de andra två stilarterna och istället driver hit och dit utan att nå ett tydligt uttryck.

## Historia
Mellanstilen blev under medeltiden samt tiden framåt bunden till ett mera "borgerligt" resonerande innehåll. Detta kommer från att under denna tiden så gavs de tre stilnivåerna en mer ideologisk funktion. Eliten skulle uttrycka sig elegant och förskönat medan de lägre i samhället förväntades uttrycka sig plumpt eller grovt. Detta har format våran tids föreställning om att låg stil är något fulare och hög stil som något finare. Men denna moderna uppfattning har inte med den klassiska retoriken att göra.
De gamla romerska retoriklärarna kopplade samman stilarterna med talarens tre plikter (delectare, movere, docere). Mellanstilen som kopplas till delectare har alltså sin plats i talet och detsamma gäller för de andra stilarterna. Man bör alltså under talets gång växla stilnivån så att det upphöjda stilen bytes mot mellanstilen och likadant mellanstilen till den låga. Detta gör att man undviker övermättnad.